# Thịt tôm hùm đất

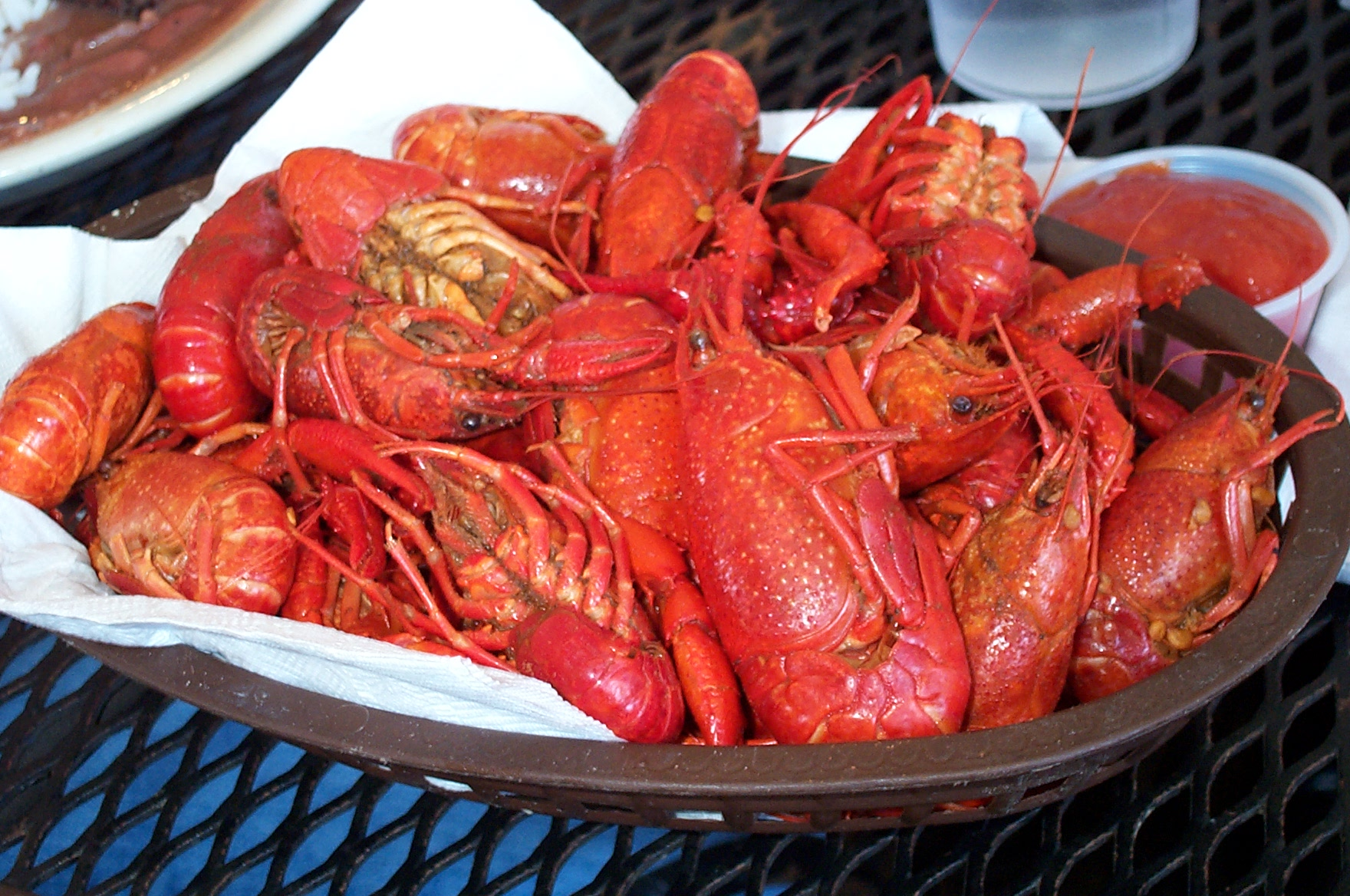
Thịt tôm hùm đất

Thịt tôm hùm đất là thịt của các loài tôm hùm đất mà phổ biến là tôm hùm nước ngọt. Chúng được tiêu thụ ở nhiều nơi ở Mỹ. Loài tôm hùm nước ngọt Procambarus clarkii được ăn nhiều ở Hoa Kỳ, Campuchia, Châu Âu, Trung Quốc, Châu Phi, Úc, Canada, New Zealand và vùng Caribê. Khoảng 98% số tôm thu hoạch ở Mỹ đến từ Louisiana, vào năm 1990 nơi đây sản xuất 90% tôm loại này trên thế giới và tiêu thụ 70% sản lượng tại địa phương.
Ở bang Louisiana, hàng năm đều có nhiều lễ hội tôm rồng (Crayfish Festival), hấp dẫn hàng triệu du khách khắp thế giới đến thưởng thức. Tại các lễ hội, tôm rồng được chế biến thành hàng chục món đặc sản rất hấp dẫn để phục vụ du khách. Lễ hội tôm rồng đã trở thành nét văn hóa truyền thống độc đáo của địa phương từ hàng trăm năm nay. Thu hoạch thịt P. clarkii chiếm một phần lớn của tôm sản xuất tại Hoa Kỳ và các nơi khác.

## Tổng quan

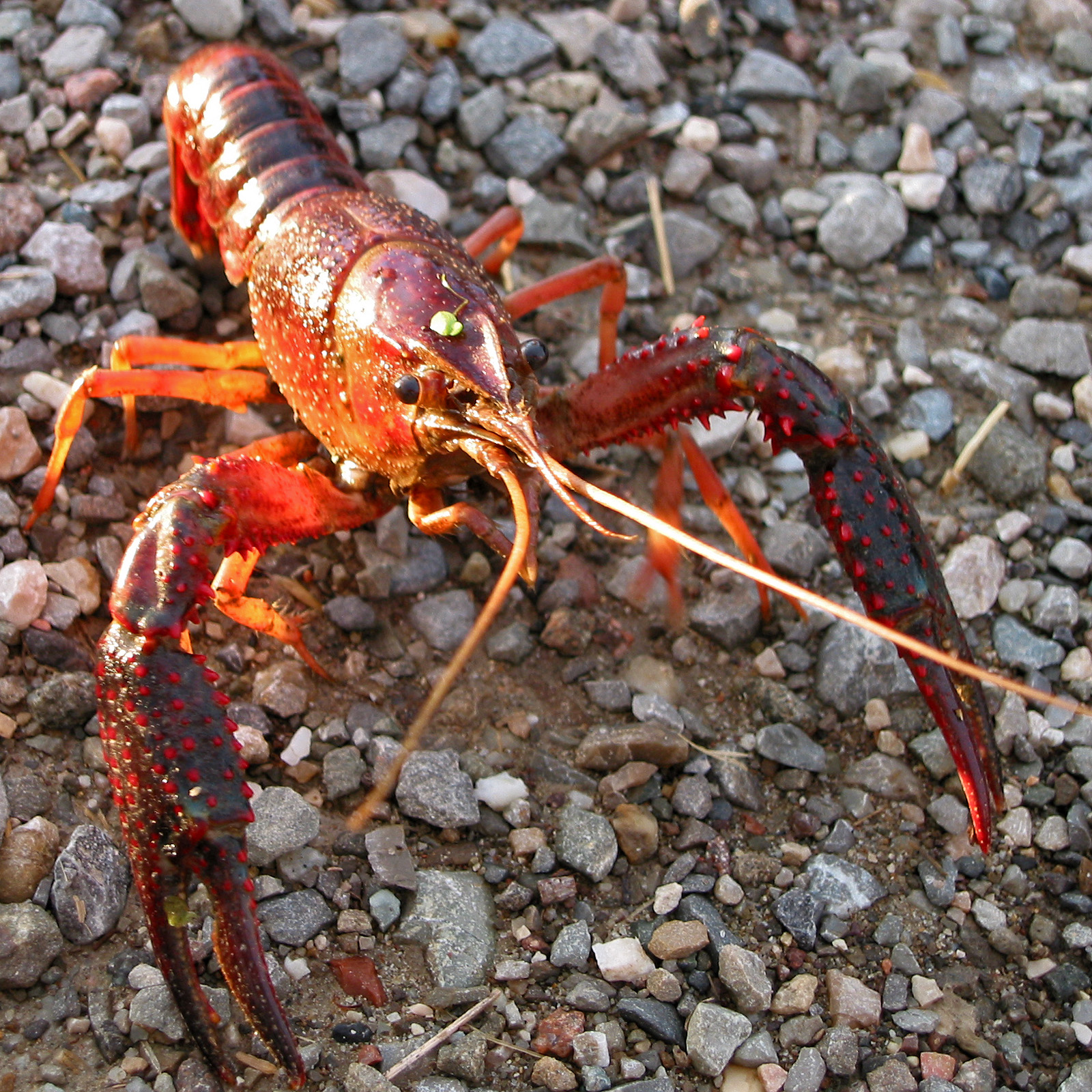
Một con tôm hùm đất

Khác biệt nhiều với thịt loại tôm, thủy hải, hải sản khác, khi nấu lên, thịt và gạch của tôm hùm đất béo và ngọt, tuy không có thớ thịt lớn như các loại tôm khác nhưng thịt tôm hùm đất được cho là có vị bùi, độ đạm cao đặc biệt là phần đầu tôm, nhiều phần vỏ mềm nhai được nên ăn được. Tuy nhiên, giống tôm này ít thịt, tỉ lệ thịt chiếm chỉ khoảng 15% trọng lượng của tôm, còn lại là vỏ tính chung thì lượng thịt của nó chỉ chiếm chừng 30% trọng lượng cơ thể, vỏ chúng tuy cứng cáp khi đang sống nhưng khi bị luộc, hấp, nấu, vỏ tôm cứng bao bọc cơ thể chúng bở ra, bẻ nhẹ là vỡ, mà không dai như tôm hoặc cứng như cua biển.
Tôm hùm đất thường được bán và sử dụng làm mồi, hoặc nguyên con hoặc chỉ có thịt đuôi, và dùng để cho việc dụ cá da trơn, các cọng chân được loại bỏ để tôm hùm đất không ngăn không cho cá cắn câu. Tôm hùm đất dễ dàng rơi ra khỏi móc câu. Tôm hùm đất được lưu giữ như là vật nuôi trong bể nuôi cá nước ngọt. Tôm hùm đất giữ như là vật nuôi ở Mỹ từ vùng biển địa phương. Trong một số quốc gia, chẳng hạn như Vương quốc Anh, Hoa Kỳ, Australia, và New Zealand, tôm hùm đất nước ngoài nhập khẩu là một mối nguy hiểm cho các con sông địa phương. Ba loài thường được nhập khẩu vào châu Âu từ châu Mỹ là Orconectes limosus, Pacifastacus leniusculus và Procambarus clarkii.
Tại Louisiana con tôm thường được đun sôi trong một nồi lớn với gia vị nồng (muối, ớt cayenne, chanh, tỏi, lá bay, vv) và các mặt hàng khác như khoai tây và bắp ngô. Nhiều phương pháp khác nhau được sử dụng để luộc sôi con tôm, món ăn này thường phục vụ tại một cuộc họp thường là món tôm luộc với đủ các món luộc, hấp bia, nướng, tôm xào dừa, canh tôm, chỉ đơn giản là nước luộc tôm nấu với khoai tây cùng bắp ngô bao tử, đây là món ăn nổi tiếng trong cộng đồng người Việt sống ở Mỹ. Tôm hùm đất được nhập về từ Mỹ và Trung Quốc về Việt Nam. Tôm hùm đất còn được bán ở quán vỉa hè bình dân mà món ăn thường chỉ phục vụ tại nhà hàng với mức giá cao được du học sinh hay người Việt sành điệu sống tại Mỹ ưa thích.

## Khai thác
Nuôi loại tôm này dễ, cho năng suất cao. Giống tôm này có thể sống được trong nhiều loại môi trường, có thể nuôi xen với lúa Vào năm 2005, Bang Louisiana cung cấp 95% tôm hùm đất thu hoạch ở Mỹ. Năm 1987, Louisiana sản xuất 90% tôm thu hoạch trên thế giới, trong đó 70% được tiêu thụ trong nước. Năm 2007, Louisiana thu hoạch tôm khoảng 54.800 tấn, gần như tất cả đều là từ nuôi trồng thủy sản. Khoảng 70% -80% tôm sản xuất tại Louisiana là Procambarus clarkii, với 20% còn lại 30% là Procambarus zonangulus

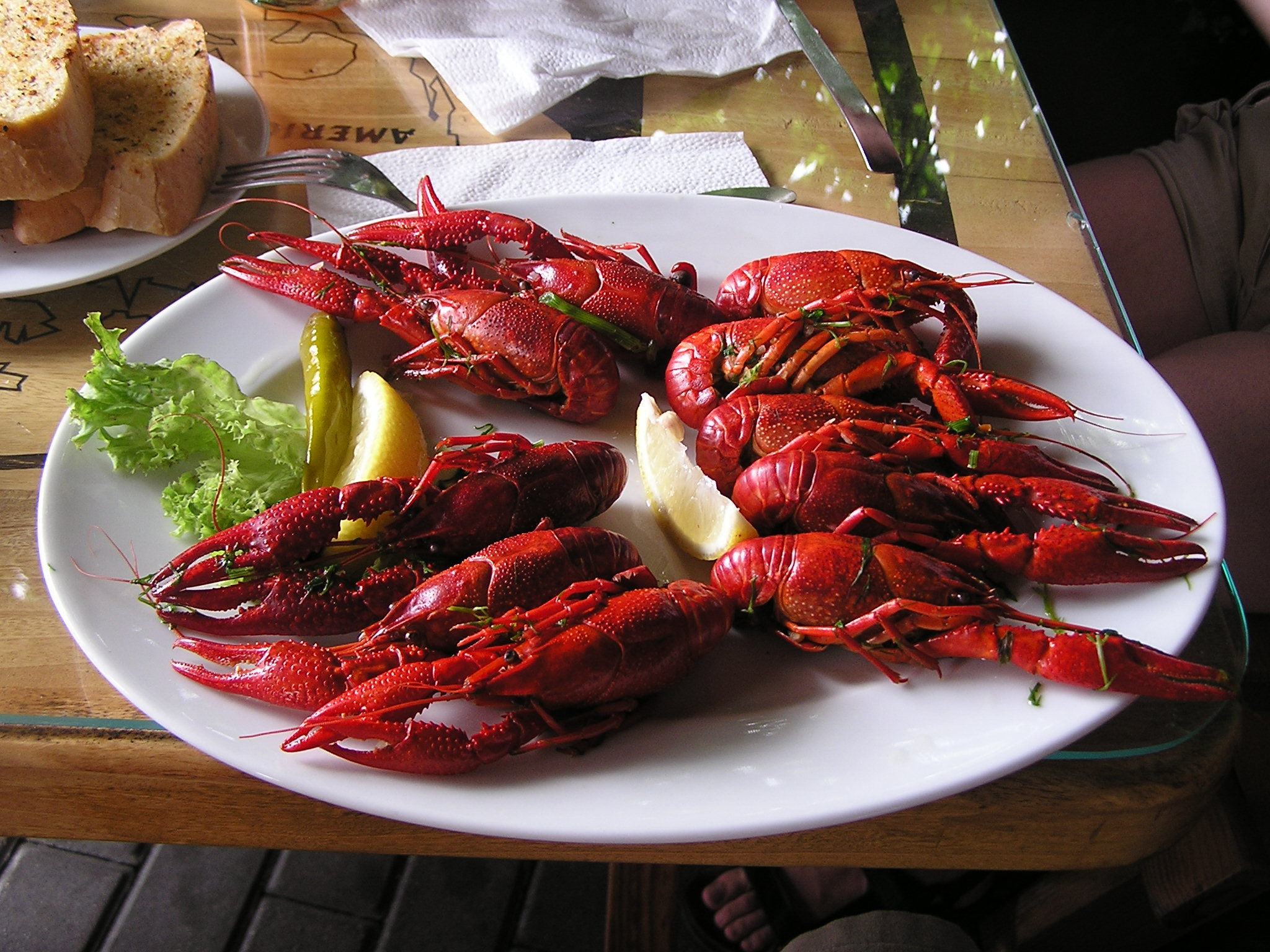
Một món ăn tôm hùm đất ở Luisiana của Mỹ

Nuôi tôm càng bắt đầu ở Louisiana trong thế kỷ 18, diễn ra tại cánh đồng lúa, gạo và tôm càng làm tốt việc sử dụng đất đai, tài nguyên, thiết bị, cơ sở hạ tầng đã được sử dụng cho sản xuất lúa gạo. Tuy nhiên, sản xuất các loại tôm đã giảm trong những năm gần đây do sự gia tăng hàng nhập khẩu từ Trung Quốc, hiện là nhà sản xuất hàng đầu thế giới về con tôm này. Một số loài động vật giáp xác đã được phổ biến đến Trung Quốc để tạo ra thị trường nuôi trồng thủy sản và bởi vì chúng thích nghi tốt hơn để phát triển so với các loài cá bản địa. Theo thị trường thế giới, tôm rồng có giá 20USD/kg, ở Việt Nam thì bán được với giá vài USD/kg.
P. clarkii cũng đã được du nhập đến những nơi khác để canh tác, chẳng hạn như Tây Ban Nha, nơi mà thành công của nó là do khả năng xâm chiếm môi trường sống bị xáo trộn có thể sẽ không phù hợp cho tôm càng bản địa. P. clarkii cũng được tiếp thị từ các công ty cung cấp sinh học phục vụ giảng dạy và nghiên cứu. Chúng cũng được trưng bày với các màu sắc khác nhau, bao gồm trắng, xanh, và màu da cam và thường được bán trong các cửa hàng vật nuôi. Sự trỗi dậy của P. clarkii cũng đã dẫn đến thiệt hại kinh tế ở một số vùng. Trong khu vực Baixo Mondego của Bồ Đào Nha, nó gây ra giảm 6,3% lợi nhuận trong lĩnh vực lúa gạo.